# Olivier van Noort

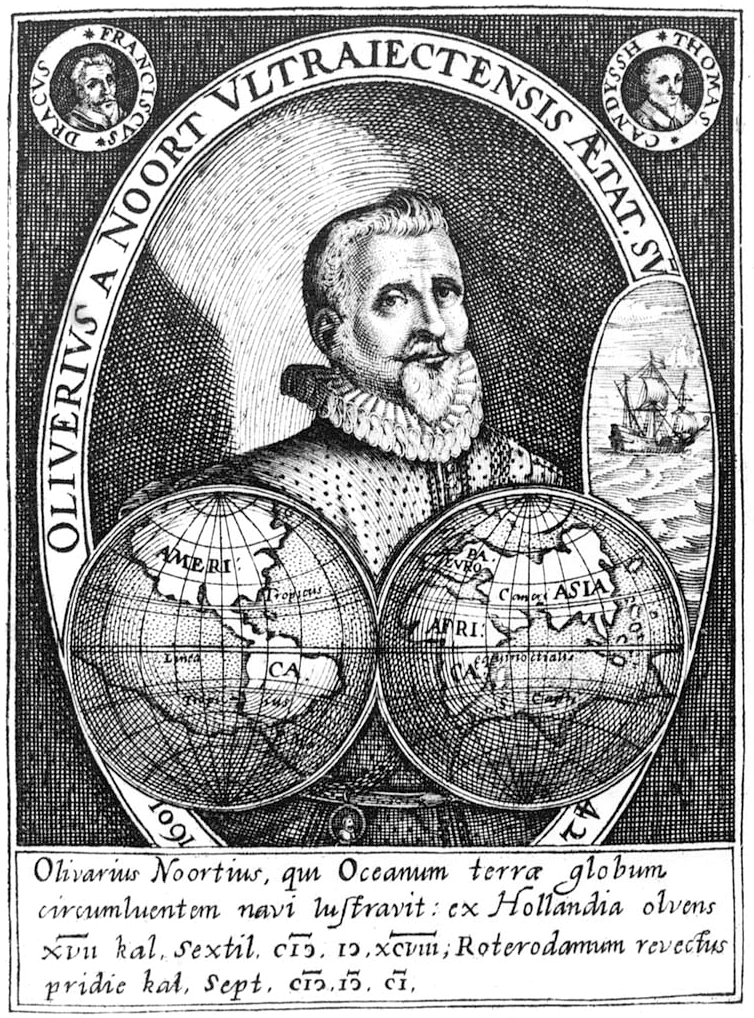
Oliver van Noort

Olivier van Noort (ur. ok. 1558, zm. 22 lutego 1627 w Schoonhoven) – holenderski kapitan, był pierwszym Holendrem, który odbył rejs dookoła świata.
W lipcu 1598 roku został kapitanem czterech okrętów wyruszających w rejs do Ameryki Południowej i Wysp Korzennych. Wyprawa była zorganizowana przez Kompanię dla Odległych Krajów, zawiązaną przez dziewięciu amsterdamskich kupców.
Olivier van Noort poprowadził statki przez Cieśninę Magellana Po drodze żeglarze stoczyli potyczki u brzegów Afryki i Brazylii z Portugalią. Po 9 dniach żeglugi przez cieśninę, 20 lutego 1600 roku Holendrzy wypłynęli na Pacyfik. Tu napadli na hiszpańskie osiedla w Chile i Peru, a następnie dopłynęli na Filipiny. W Zatoce Manilskiej stoczyli bitwę z hiszpańskimi okrętami i stracili jeden okręt. 26 sierpnia 1601 roku po zawinięciu na Jawę i zakupie korzeni, powrócili do Amsterdamu. Do macierzystego portu dotarło 48 żeglarzy. Z wyprawy pozostały sztychy sporządzone przez van Noorta, który umarł w Holandii.

## Literatura
- Gerhard, Peter. Pirates of the Pacific 1575-1742. Glendale, Ca: A.H. Clark Co., 1990. ISBN 0-8032-7030-5.
- Gerhard, Peter. Pirates of New Spain, 1575-1742. Mineola, Ny: Courier Dover Publications, 2003. ISBN 0-486-42611-4.
- Lane, Kris E. Pillaging the Empire: Piracy in the Americas, 1500-1750. Armunk, Nowy Jork: M.E. Sharpe, 1998. ISBN 0-7656-0257-1.
- Schmidt, Benjamin. Innocence Abroad: The Dutch Imagination and the New World, 1570-1670. Nowy Jork: Cambridge University Press, 2001. ISBN 0-521-80408-6.